# Fred Pellerin
Pour les articles homonymes, voir Pellerin.
Fred Pellerin, de son vrai nom, Frédéric Pellerin, est un conteur, écrivain, scénariste et chanteur québécois né le  22 novembre 1976 à Saint-Élie-de-Caxton. Il est particulièrement connu pour ses acrobaties verbales ainsi que ses histoires à la frontière entre réalité et imaginaire.

## Biographie
Frédéric Pellerin est né le 22 novembre 1976 à Saint-Élie-de-Caxton,, Fred Pellerin est diplômé en littérature, de l'Université du Québec à Trois-Rivières. Dans les années 2000, il se fait connaître autant en Amérique qu'en Europe.

### Carrière
Son père étant comptable agréé, Fred Pellerin est devenu « conteur agréable par mégarde », influencé par les histoires de sa grand-mère, de son voisin Eugène et de son père.
Ses contes, qui se situent dans son village natal de Saint-Élie-de-Caxton, un petit village de la Mauricie, mettent en scène des personnages de l'endroit : Toussaint Brodeur, Ésimésac Gélinas, la Stroop, Belle Lurette, Méo le coiffeur, etc. Il dit tenir ses récits des histoires de sa grand-mère ou des autres habitants de son village, ou s'en être inspiré. Anecdotes, potins, rumeurs passent à la moulinette de Fred Pellerin pour en ressortir sous forme de contes pour adultes.
Dans ses contes, 

« la frontière entre réalité et imaginaire est ténue et toute ressemblance avec des personnages ayant réellement existé n’est pas fortuite. Et la force de ce formidable bonimenteur est, sans être démagogique, de nous raconter des histoires… toujours vraies! Fred Pellerin met des enjoliveurs à la surréaliste banalité, brasse notre mémoire collective par ses acrobaties verbales. 34 ans seulement et plus de 2 000 représentations professionnelles de ses quatre créations au sein de la francophonie mondiale »

Sa carrière professionnelle en tant que conteur s'est entamée alors qu'il a représenté Équipe Canada aux Jeux de la Francophonie de 2001, décrochant la médaille de bronze dans la compétition de contes folkloriques.
En 2006, il anime la chronique Du rêve à la ruralité à l'émission Bazzo.tv. À l'automne 2007, il lance, avec son frère Nicolas, un album de musique folklorique. Celui-ci se méritera le Félix de l'album traditionnel de l'année. Quelques années plus tard, en 2011, il présente un conte de Noël en collaboration avec l'Orchestre symphonique de Montréal, intitulé Une tuque en mousse de nombril.
En 2014, il reçoit un doctorat honoris causa en tant qu'auteur, compositeur, interprète et scénariste.

### Événements de 2012
Au printemps 2012, le premier ministre du Québec, Jean Charest, voulait lui transmettre publiquement l'insigne de chevalier de l'Ordre national du Québec. Fred Pellerin, alors qu'il avait dans un premier temps accepté l'honneur, préfère finalement décliner, par lettre, l'invitation d'aller à la cérémonie, en raison du conflit étudiant et social qui secoue le Québec. Il déclare notamment, dans sa lettre qu'il rend publique :  

« J'ai été viré à l'envers de fierté. Ça m'a pris un temps, que j'ai pas fini de prendre, pour passer cette vaste bouchée de fierté qu'on allait me piquer à la veste un bout de brillance au nom du peuple québécois. Mon peuple.
Mais il se trouve que ce peuple, à qui on me demande de faire honneur en tant que membre de l'Ordre, se trouve présentement plongé dans une crise sociale d'ampleur. Je m'en voudrais de célébrer et de trinquer à l'honneur de ce peuple dans le contexte actuel où même notre démocratie se fait secouer par la base. »

— Fred Pellerin.
Le conflit une fois passé, il reçoit les insignes de cet Ordre national, le 19 décembre 2012, des mains de Pauline Marois, première ministre du Québec depuis les élections de septembre.

### Résidence pour conteurs
Fred Pellerin possède une maison à Saint-Élie-de-Caxton qu'il prête à des artistes dans le cadre de résidences de création organisées par le Regroupement du conte au Québec (RCQ),. En effet, grâce au soutien financier du Conseil des arts et des lettres du Québec et à la demeure de l'artiste, des conteurs et conteuses tels que Céline Jantet, Claudette L'Heureux, Mafane, Pierre Labrèche et bien d'autres se succèdent chaque année afin de se concentrer sur leur projet artistique,,.

## Œuvres

### Livres
- Dans mon village, il y a belle Lurette…, livre et CD, Planète rebelle, collection « Paroles », 2001, 142 p.  (ISBN 2-9225-2855-3) ; rééd. 2003  (ISBN 978-2-9225-2823-7 et 2-9225-2823-5).
- Il faut prendre le taureau par les contes!, livre et CD, Planète rebelle, collection « Paroles », 2003, 134 p.  (ISBN 978-2-9225-2836-7 et 2-9225-2836-7).
- Comme une odeur de muscles, livre et CD, Planète rebelle, collection « Paroles », 2005, 152 p.  (ISBN 978-2-9225-2855-8 et 2-9225-2855-3).
- Bois du thé fort, tu vas pisser drette!, livre très court et CD, Sarrazine éditions, 2005, 90 p.  (ISBN 978-2-9808-9470-1 et 2-9808-9470-2).
- Zoom sur… Saint-Élie-de-Caxton, livre de photographies de Saint-Élie-de-Caxton prises en 15 heures, et CD, Sarrazine éditions, 2006, 130 p.  (ISBN 978-2-9809-1701-1 et 2-9809-1701-X)
- L'Arracheuse de temps, livre et CD, Sarrazine éditions, 2009, 148 p.  (ISBN 978-2-9808-9471-8) (BNF 42266716).
- Trilogie de Contes de village : Dans mon village, il y a belle Lurette…, Il faut prendre le taureau par les contes! et Comme une odeur de muscles, Planète rebelle, collection « Paroles », 2011   (ISBN 978-2-9237-3519-1 et 2-9237-3519-6).
- De peigne et de misère, livre et CD, Sarrazine éditions, 2013, 188 p. (9782980894725 (2980894729)).
- La Course de petits bateaux, illustrations: Annie Boulanger, Sarrazine éditions, 2021, n.p. (ISBN 9-78292506-615-6)[15],[16],[17],[18].

### Disques
- Fred et Nicolas Pellerin, [enregistrement sonore], Montréal, Disques Tempête, 2007.
- Silence, [enregistrement sonore], Disques Tempête, Montréal, 2009.
- C'est un monde, [enregistrement sonore], Disques Tempête, Montréal, 2011.
- Plus tard qu'on pense, [enregistrement sonore], Disques Tempête, Montréal, 2014.
- Après, [enregistrement sonore], Disques Tempête, Montréal, 2018.

### Films cinéma
- Comme une odeur de muscles, [vidéo], Montréal, Alliance Atlantis Vivafilm, 2008, 143 min.
- L'Arracheuse de temps, [vidéo], Montréal, Productions Micheline Sarrazin, 2011, 150 min.
- De peigne et de misère, [vidéo], Montréal, Radio-Canada, 2015, 144 min.

### Films documentaires
- Série documentaire signée Fred Pellerin : Saint-Élie-de-Légendes, 2015 sur Radio Canada[19]. Une nouvelle saison est prévue en 2017.
- Film documentaire de 4 épisodes Il était une forêt, février 2023, sur ICI TÉLÉ et sur ICI EXPLORA de Radio Canada[20].

### Scénarios
- PICARD, Luc, Babine, [vidéo], Montréal, Alliance Vivafilm, 2008, 110 min[21].
- PICARD, Luc, Ésimésac, [vidéo], Montréal, Alliance Vivafilm, 2012, 104 min[22].
- LECLERC, Francis, Pieds nus dans l'aube, [vidéo], Montréal, Les Films Séville, 2017, 113 min[23].
- LECLERC, Francis, L'Arracheuse de temps, [vidéo], Montréal, Les Films Séville, 2021, 114 min[24].

### Spectacles
- 2001 : Dans mon village, il y a belle Lurette…
- 2003 : Il faut prendre le taureau par les contes!
- 2005 : Comme une odeur de muscles
- 2008 : L'Arracheuse de temps
- 2008 : Théâtre du Petit St Martin (Paris, France) en novembre 2008
- 2010 : Saint-Élie-de-Chansons (Saint-Élie de Caxton) en juillet 2010
- 2012 : De peigne et de misère
- 2017 : Un village en trois dés
- 2022 : La Descente aux affaires

### Autres apparitions
- Fred Pellerin anime à l'automne 2006 une chronique intitulé Du rêve à la ruralité, à l'émission Bazzo.tv de Télé-Québec.
- Fred Pellerin est, depuis 2007, porte-parole de la Campagne d'Entraide[25].
- Fred présente un conte patriotique à la fête de la Saint-Jean, le 24 juin 2007, au parc Maisonneuve de Montréal[26].
- Fred Pellerin en collaboration avec l'orchestre symphonique de Montréal présente, en décembre 2011, un conte de Noël intitulé Une tuque en mousse de nombril, présenté sur les ondes de Radio-Canada[27],[28].
- Dans Conteurs et nouvellistes québécois, de Fred Pellerin à Louis Fréchette, un cours universitaire à distance offert par la TÉLUQ, depuis le trimestre d'automne 2011, avec la participation du conteur et portant en partie sur son œuvre[29].
- Fred Pellerin réalise, en 2015, le conte de Noël en musique Il est né le divin enfin ! en collaboration avec l'OSM pour la troisième fois[30].
- Fred Pellerin apparaît sur le titre Les Années Lumières de l'album Il nous restera ça de l'artiste slameur français Grand Corps Malade.
- Fred Pellerin témoigne avec Gilles Vigneault dans le documentaire Le goût d'un pays, en 2016, l'avenir du trésor naturel du sirop d'érable au Québec[31]
- Participation avec Francis Cabrel au Grand Choral en 2018.

## Adaptations
Un de ses contes, tiré du livre Il faut prendre le taureau par les contes, est porté à l'écran par le réalisateur Luc Picard sous le titre de Babine, inspiré du nom de son personnage central. Le film sort en salle en décembre 2008 et est scénarisé par Fred Pellerin,. Babine remporte l'Outarde du meilleur scénario au Festival du film international de Baie-Comeau.

## Prix et honneurs
- 2001 : lauréat du concours littéraire de la Société des écrivains de la Mauricie[35]
- 2001 : lauréat de la médaille de bronze aux Jeux de la Francophonie pour L'Arracheuse de temps[5]
- 2002 : lauréat du prix de littérature Gérald-Godin[35]
- 2005 : lauréat du Félix du scripteur de spectacle de l'année à l'ADISQ pour Comme une odeur de muscles[35]
- 2006 : Mérite du français dans la culture[35]
- 2007 : lauréat du Grand Prix littéraire Archambault, pour Comme une odeur de muscles, publié chez Planète rebelle (éditeur)[36]
- 2008 : lauréat du Félix de l'album traditionnel de l'année pour Fred et Nicolas Pellerin[5]
- 2009 : lauréat du Disque d'or pour Silence[5]
- 2009 : lauréat du Disque platine pour Silence[37]
- 2009 : lauréat du Félix de l'album folk de l'année au Gala l'ADISQ pour Silence[5]
- 2011 : lauréat du Prix Juno pour le meilleur album francophone de l'année pour C'est un monde[38]
- 2011 : lauréat d'un Felix, catégorie Spectacle de l'année, pour Saint-Elie de Chansons[4]
- 2012 : lauréat d'un Félix, catégorie meilleur album folk, pour C'est un monde[35]
- 2020 : lauréat du prix Artiste de l'année en Mauricie - prix du CALQ[39]
- 2022 : Nomination artistique Spectacle de l'année - Variétés/Réinterprétations [40]

### Hommages

#### Décorations
- 2012 : chevalier de l'Ordre national du Québec[41] (dont il reporte la réception, en raison de la crise sociale dans laquelle le Québec est alors plongé[42], et qu'il accepte à la fin[9])
- 2013 : il fait son entrée dans Le Robert encyclopédique des noms propres 2014[43].
- 2015 : Compagnon de l'Ordre des arts et des lettres du Québec
- 2022 : Membre de l'Ordre du Canada [44]

#### Doctorats honorifiques
- 2014 : Doctorat ès lettres honoris causa de l'Université Laval[7]